# (1814) Bach
(1814) Bach es un asteroide perteneciente al cinturón de asteroides descubierto el 9 de octubre de 1931 por Karl Wilhelm Reinmuth desde el observatorio de Heidelberg-Königstuhl, Alemania.

## Designación y nombre
Bach recibió al principio la designación de 1931 TW1.
Posteriormente se nombró en honor del compositor alemán Johann Sebastian Bach (1685-1750).

## Características orbitales
Bach está situado a una distancia media de 2,226 ua del Sol, pudiendo alejarse hasta 2,516 ua y acercarse hasta 1,936 ua. Tiene una inclinación orbital de 4,346° y una excentricidad de 0,1304. Emplea en completar una órbita alrededor del Sol 1213 días.